# Adlešiči
Adlešiči je naselje u slovenskoj Općini Črnomelju. Adlešiči se nalazi u pokrajini Dolenjskoj i statističkoj regiji Jugoistočnoj Sloveniji. 

## Stanovništvo
Prema popisu stanovništva iz 2002. godine naselje je imalo 126 stanovnika.